# Calliphora onesioidea
Calliphora onesioidea este o specie de muște din genul Calliphora, familia Calliphoridae, descrisă de Hiromu Kurahashi în anul 1971. Conform Catalogue of Life specia Calliphora onesioidea nu are subspecii cunoscute.